# Neue Welt (Berlin)

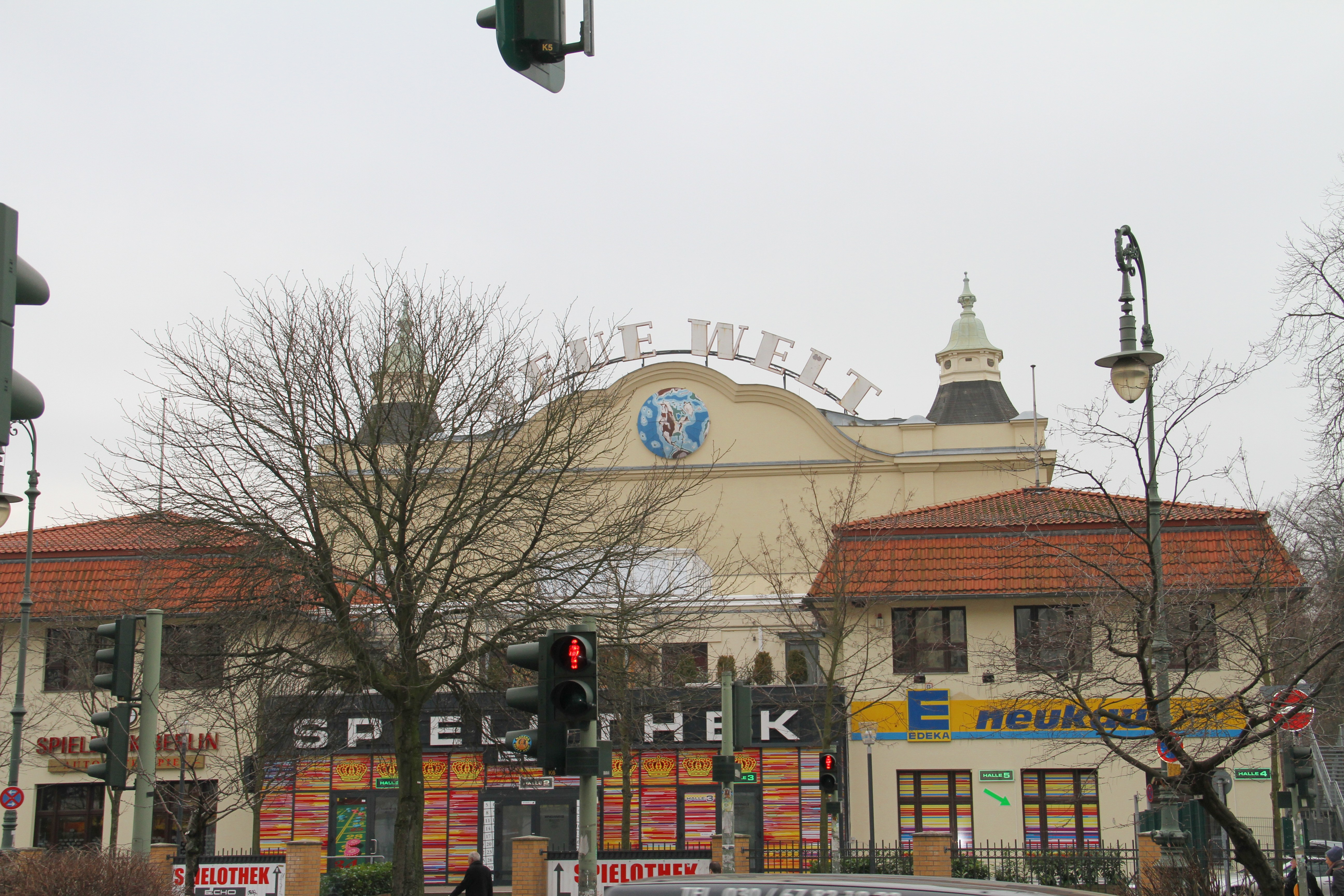
Neue Welt in der Hasenheide, 2012

Die Neue Welt ist ein ehemaliger Bierpalast und liegt am östlichen Ende der Straße Hasenheide im Berliner Bezirk Neukölln. Das Außengelände am Fuß des Rollbergs wurde seit 1867 als Standort für Bierausschank-Gärten genutzt.

## Geschichte

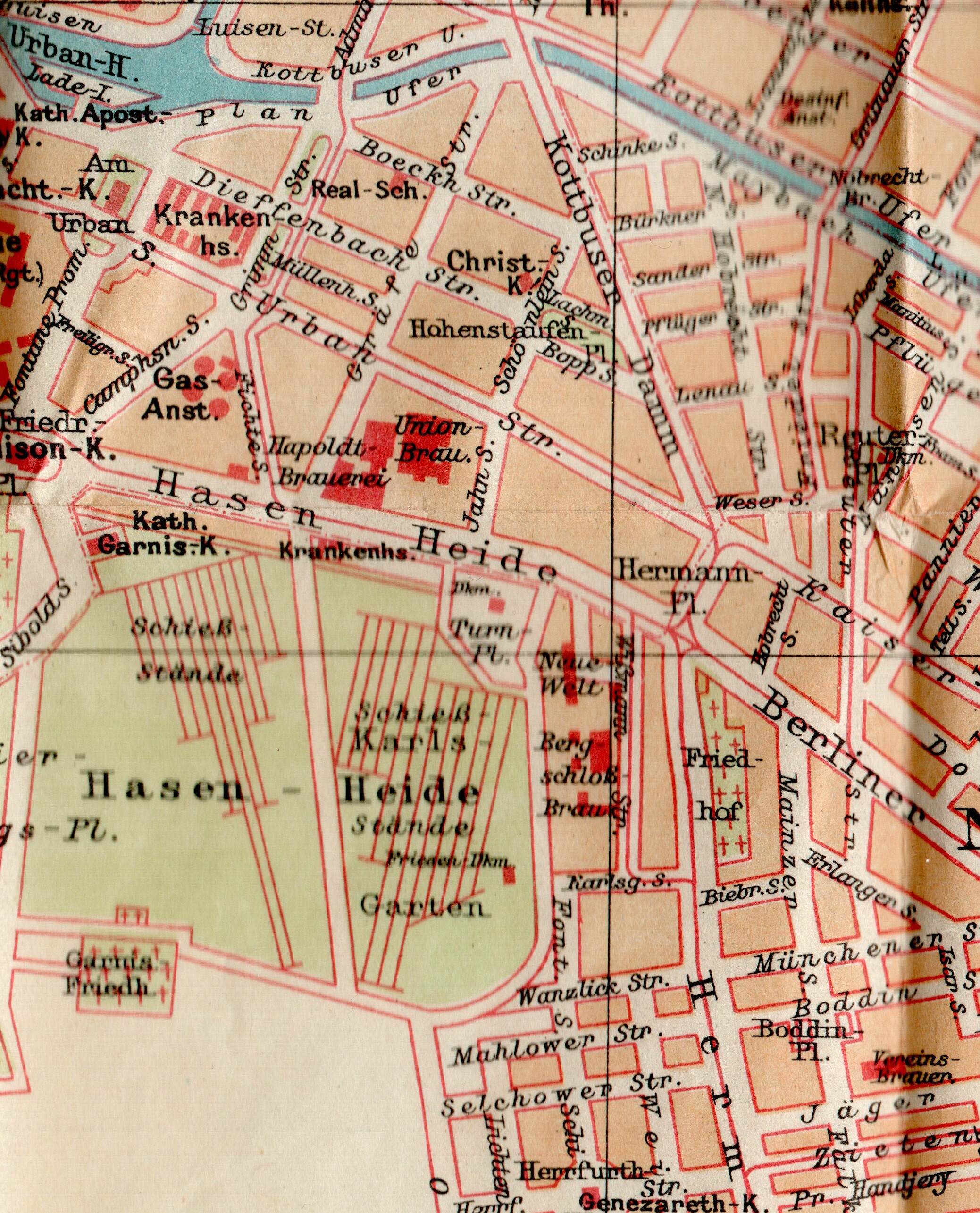
Stadtplan-Ausschnitt Berlin-Kreuzberg 1915

Neue Welt, 1881

Die Neue Welt wurde zum ersten Mal in der Vossischen Zeitung vom 23. April 1880 erwähnt, wo bekanntgegeben wurde, dass der Gastronom Rudolf Sternecker das Etablissement übernommen hat. Schon zwei Tage kündigte die gleiche Zeitung das erste große Konzert in diesem Palast an. Die Musik kam in jenen Jahren von zahlreichen Militärkapellen. Neben den sonstigen Volksbelustigungen gab es auf dem Gelände die Indische Halle, davor eine große Teichanlage mit Springbrunnen und Kaskaden, ein Hippodrom, eine Freiluftmanege sowie eine Halle für den Ball champetrie – den „Ländlichen Ball“. Eine besondere Attraktion des Parks war die elektrische Eisenbahn, die Werner von Siemens schon 1879 auf der Gewerbeausstellung in Moabit vorgeführt hatte.
Kurz nach der Wende zum 20. Jahrhundert wurde ein erster großer Saal fertiggestellt, der knapp 2000 Personen Platz bot. Damit konnten in der Neuen Welt auch Theater-Aufführungen stattfinden. Daneben war sie als politischer Versammlungsraum beliebt. Vor allem die SPD und die Gewerkschaften führten zahlreiche Versammlungen und Kundgebungen im Saal der Neuen Welt durch. Viele Vereine und Verbände richteten dort Weihnachtsfeiern, Sommerfeste und Branchentreffen aus.
Im Jahr 1910 wurde die Neue Welt weiter zum Vergnügungspark ausgebaut: als Attraktionen kamen eine Wasser-Rutschbahn, ein Marionettentheater, ein Photographen-Atelier, Hochseil-Artistik und eine Wellenbahn hinzu. Schon einige Jahre zuvor war mit dem Bockbierfest eine weitere Veranstaltung etabliert worden, die sich zum Publikumsrenner entwickelte. Neben dem Getränkegenuss waren Wettbewerbe wie die Prämierung des schönsten Damenbeins verantwortlich für den Erfolg.

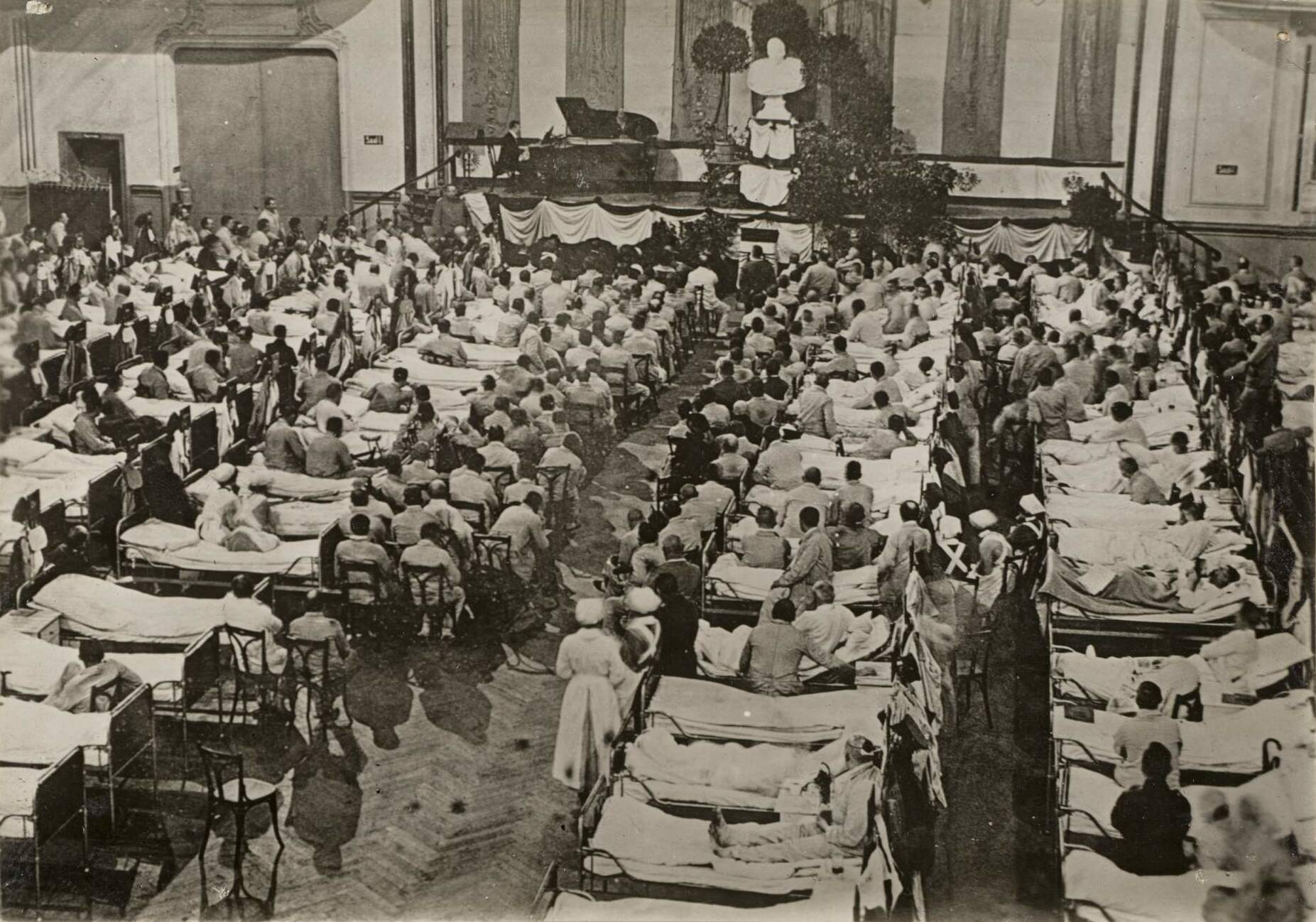
Benefizkonzert im Saalbau als Lazarett

Während des Ersten Weltkriegs diente die Neue Welt als Lazarett. Danach wurde die Tradition der politischen Versammlungen wieder aufgenommen. Dabei waren nicht nur KPD und Gewerkschaften zu Gast, sondern auch rechte Gruppierungen wie der Stahlhelm im Jahr 1927. Mit dem Aufstieg der NSDAP wurde die Neue Welt vermehrt zum Ort nationalsozialistischer Propaganda-Veranstaltungen, bei denen auch Joseph Goebbels auftrat. In der Zeit des Nationalsozialismus war Staatstreue angesagt, so wurden Konzerte mit deutschen Swing-Kapellen, wie Otto Kermbach, immer seltener.
Nach einem alliierten Luftangriff im Frühjahr 1945 konnte die Neue Welt nicht mehr für Veranstaltungen genutzt werden. 1946 wurde der große Saal nach einem Umbau wieder in Betrieb genommen. Er wurde nun vor allem für Filmvorführungen und Boxkämpfe benutzt. Das Bockbierfest hatte nichts von seiner Anziehungskraft eingebüßt.
Nach zahlreichen Eigentümer- und Pächterwechseln übernahm 1956 Karl-Heinz Kuhnert die Neue Welt. Der Geschäftsführer der Stadion-Terrassen am Olympiastadion, später auch der Deutschlandhalle, bestimmte nun deren Geschicke bis 1982. Neben dem Bockbierfest waren Catchveranstaltungen ein wichtiges Standbein in den nächsten Jahrzehnten. 1964 wurde eine Bowlinghalle gebaut, die zusätzliche Besucher anziehen sollte.
Mit den 1960er Jahren hielten Beat, Pop und Rock Einzug in die Neue Welt: Geno Washington and the Ram Jam Band, André Brasseur, Lee Curtis and the All-Stars, Sandie Shaw, Manfred Mann, Dave Dee, Dozy, Beaky, Mick & Tich, The Walker Brothers, nicht zu vergessen die ersten Auftritte von Jimi Hendrix in Berlin. Veranstalter war oft der Starclub Hamburg.

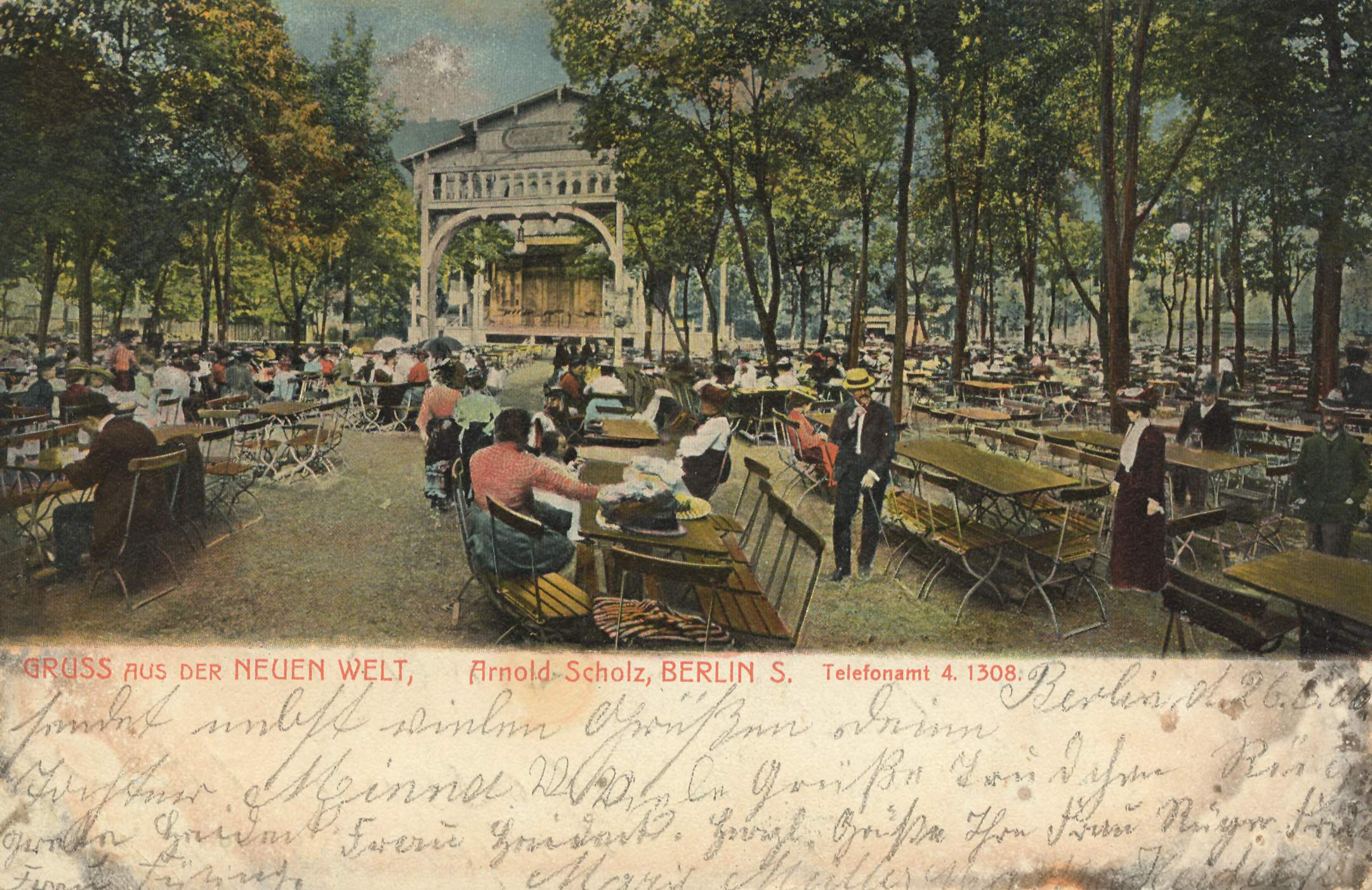
Biergarten der Neuen Welt, um 1905

Auch die Berliner Linken entdeckten die Neue Welt wieder als Versammlungsort. Die SEW veranstaltete regelmäßig das Pressefest ihrer Zeitung Die Wahrheit, und Parteitage sowie Veranstaltungen des Jugendverbandes der Partei. Besonders kurios war ein Auftritt von Rudi Dutschke im November 1966, als er seine Rede vor der auf bayerisch getrimmten Dekoration des Bockbierfestes hielt.

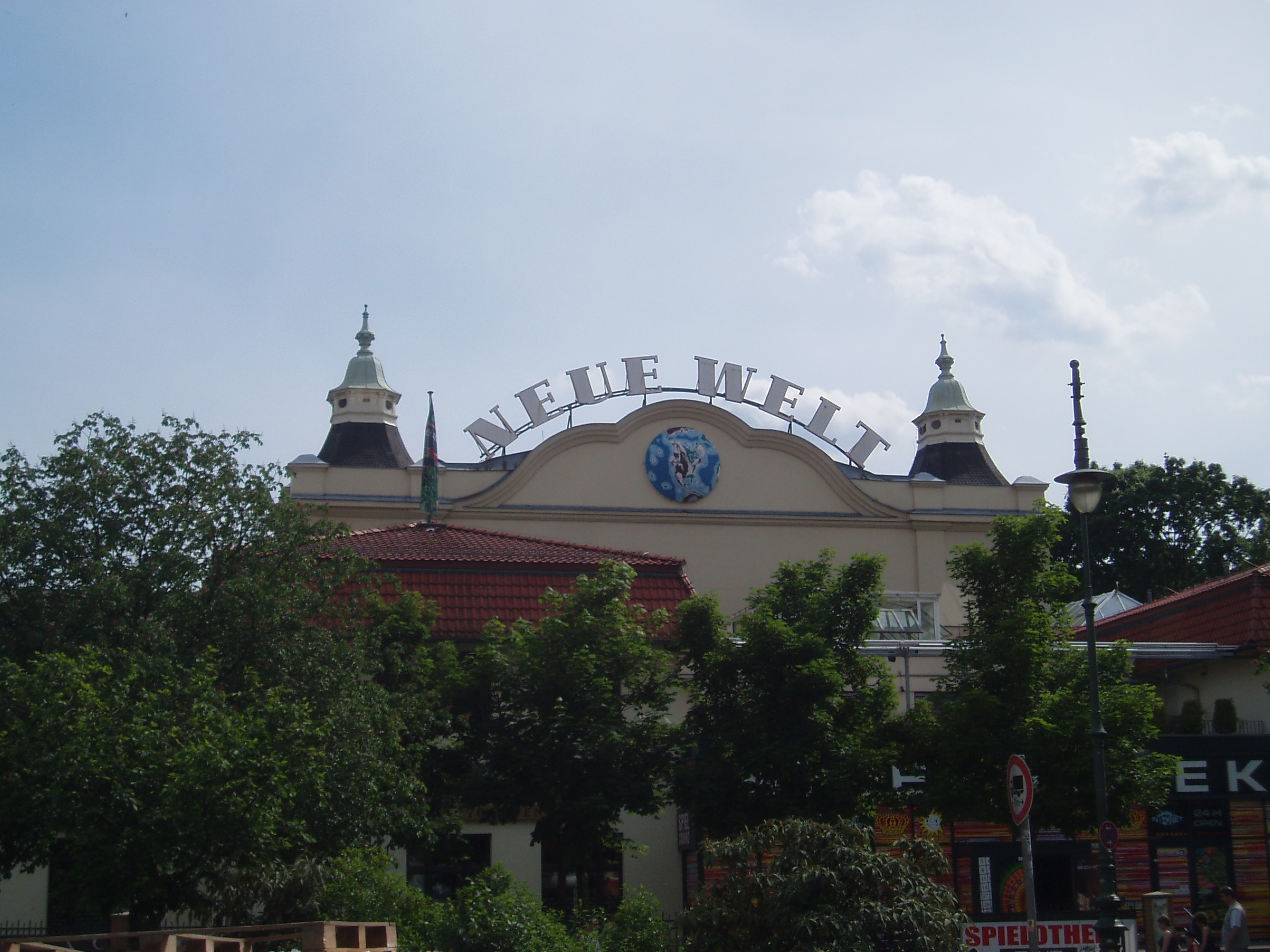
Neue Welt, 2010

Ende der 1970er bot der kleine Saal der Neuen Welt einigen international bekannten Künstlern wie Elvis Costello, Patti Smith, Graham Parker, Willy DeVille und den Dire Straits eine Bühne für ihre Auftritte. Im großen Saal traten Rockmusiker wie Bob Seger, Scorpions (1979 und 1980) und Ted Nugent auf. Im Sommer 1979 fand das Festival of Fools in der Neuen Welt statt. Es ist ein Berliner Ableger der Veranstaltung aus Amsterdam. 1980 fand auch Udo Lindenberg den Weg nach Neukölln.
Im Frühjahr 1982 wurde die Neue Welt geschlossen, Spekulationen um das Grundstück setzten ein. Es dauerte zwei Jahre, bis eine Renovierung begann. Der Versuch, das historische Erscheinungsbild zu erhalten, scheiterte. Zusammen mit einem Supermarkt entstand ein Saal, der von 1985 bis 1990 eine Rollschuhdisco, Roller Skate Center Neue Welt, beherbergte und seither unter dem Namen Huxleys Neue Welt für Konzerte (mit bis zu 1600 Besuchern) genutzt wird.
Die Vielzahl der Veranstaltungen in der Neuen Welt, in Huxleys Neuer Welt und in Huxleys Junior ist kaum zu rekonstruieren. Mehr als 900 Rock-Konzerte seit 1966 werden bei RockinBerlin  mit verlinkten Hintergrundinfos dargestellt. Genutzt wird eben wegen des erhaltenen Supermarkts im 'Erdgeschoss nur die obere Hälfte des einstigen Festsaals, denn bei dem Umbau im Jahr 1985 wurde in Höhe der ehemaligen Empore eine feste Zwischendecke eingezogen. Auf dem Weg nach oben sind in der Halbetage (dem eigentlichen Huckleys) noch historische Decken-Stuckelemente des Festsaals erhalten.